# Gran Premio motociclistico di Finlandia 1980
Il Gran Premio motociclistico di Finlandia fu il settimo appuntamento del motomondiale 1980; si è trattato della 19ª edizione del Gran Premio motociclistico di Finlandia valevole per il motomondiale.
Si svolse il 27 luglio 1980 a Imatra e corsero le classi 125, 250 e 500, oltre ai sidecar.
Le vittorie furono di Wil Hartog in classe 500, di Kork Ballington in 250, di Ángel Nieto in 125, di Taylor-Johansson tra i sidecar.

## Classe 500
Dopo aver ottenute le prime due posizioni nella griglia di partenza ed essere in testa nei primi giri di gara, i due compagni di squadra Graziano Rossi e Marco Lucchinelli sono stati costretti al ritiro, lasciando la strada libera per il successo dell'olandese Wil Hartog su Suzuki che ha preceduto lo statunitense Kenny Roberts su Yamaha e l'italiano Franco Uncini nuovamente su Suzuki.
Nella classifica iridata Roberts aumenta così il suo vantaggio sul connazionale Randy Mamola giunto al quarto posto in questa occasione.
Da registrare anche il tentativo di ritorno alle gare della Honda che si è presentata con il pilota Takazumi Katayama in sella alla NR 500; dopo le prove costellate da vari inconvenienti ha deciso però di ritirarsi.
Assente dalla gara il pilota neozelandese Graeme Crosby impegnato nella 8 Ore di Suzuka conclusa vittoriosamente in sella a una Suzuki.

### Arrivati al traguardo
| Pos. | Pilota            | Moto     | Tempo   | Griglia | Punti |
| ---- | ----------------- | -------- | ------- | ------- | ----- |
| 1    | Wil Hartog        | Suzuki   | 50'51"8 | 3       | 15    |
| 2    | Kenny Roberts     | Yamaha   | 51'01"3 | 5       | 12    |
| 3    | Franco Uncini     | Suzuki   | 51'14"6 | 4       | 10    |
| 4    | Randy Mamola      | Suzuki   | 51.25"1 | 6       | 8     |
| 5    | Kork Ballington   | Kawasaki | 51'32"1 | 12      | 6     |
| 6    | Patrick Pons      | Yamaha   | 51'35"2 | 8       | 5     |
| 7    | Carlo Perugini    | Suzuki   | 51'38"5 | 13      | 4     |
| 8    | Philippe Coulon   | Suzuki   | 51'57"4 | 7       | 3     |
| 9    | Sadao Asami       | Yamaha   | 52'08"5 | 21      | 2     |
| 10   | Raymond Roche     | Yamaha   | 52'13"2 | 15      | 1     |
| 11   | Franck Gross      | Suzuki   | 52'16"7 | 17      |       |
| 12   | Lennart Bäckström | Suzuki   | 52'30"7 | 20      |       |
| 13   | Seppo Rossi       | Suzuki   | 52'31"4 | 23      |       |
| 14   | Patrick Fernandez | Yamaha   | 52'50"8 | 19      |       |
| 15   | Michel Rougerie   | Suzuki   | 53'01"0 | 16      |       |
| 16   | Werner Nenning    | Yamaha   | +1 giro | 24      |       |
| 17   | Hubert Rigal      | Yamaha   | +1 giro | 14      |       |
| 18   | Michel Frutschi   | Yamaha   | +1 giro | 22      |       |
| 19   | Max Wiener        | Suzuki   | +1 giro | 28      |       |

### Ritirati
| Pilota            | Moto   | Motivo | Griglia |
| ----------------- | ------ | ------ | ------- |
| Marco Lucchinelli | Suzuki |        | 2       |
| Willem Zoet       | Suzuki |        | 10      |
| Graziano Rossi    | Suzuki |        | 1       |
| Adelio Faccioli   | Suzuki |        | 18      |
| Bernard Fau       | Yamaha |        | 29      |
| Jack Middelburg   | Yamaha |        | 9       |
| Peter Sköld       | Suzuki |        | 32      |
| Peter Sjöström    | Suzuki |        | 25      |
| Mick Grant        | Suzuki |        | 26      |
| Boet van Dulmen   | Yamaha |        | 11      |
| Kimmo Kopra       | Yamaha |        | 33      |

## Classe 250
In Finlandia si registra il ritorno alle gare del sudafricano Kork Ballington rimasto assente a causa di un'operazione chirurgica a cui si era dovuto sottoporre; il centauro si dimostra subito in forma ottenendo sia la vittoria che il giro più veloce in gara. Chi festeggia ancor di più è però il pilota tedesco Anton Mang che dopo aver ottenuto la pole position giunge al secondo posto in gara, ottenendo in tal modo i punti necessari a potersi fregiare con largo anticipo del titolo iridato della classe.
Il terzo posto sul podio in questa gara è stato invece del pilota svizzero Roland Freymond.

### Arrivati al traguardo
| Pos. | Pilota                 | Moto             | Tempo   | Griglia | Punti |
| ---- | ---------------------- | ---------------- | ------- | ------- | ----- |
| 1    | Kork Ballington        | Kawasaki         | 49'53"2 | 2       | 15    |
| 2    | Anton Mang             | Krauser-Kawasaki | 49'56"4 | 1       | 12    |
| 3    | Roland Freymond        | Ad Maiora        | 50'21"2 | 4       | 10    |
| 4    | Jean-François Baldé    | Kawasaki         | 50'30"0 | 3       | 8     |
| 5    | Patrick Fernandez      | Yamaha           | 50'30"8 | 11      | 6     |
| 6    | Jacques Bolle          | Yamaha           | 50'56"2 | 10      | 5     |
| 7    | Hans Müller            | Yamaha           | 51'02"4 | 6       | 4     |
| 8    | Jean-Louis Guignabodet | Kawasaki         | 51'04"8 | 15      | 3     |
| 9    | Thierry Espié          | Yamaha           | 51'23"1 | 16      | 2     |
| 10   | Jean-Marc Toffolo      | Yamaha           | 51'26"5 | 12      | 1     |
| 11   | Eero Hyvärinen         | Yamaha           | 51'27"4 | 14      |       |
| 12   | Paolo Ferretti         | Yamaha           | 51'57"8 | 19      |       |
| 13   | Pekka Nurmi            | Yamaha           | +1 giro | 9       |       |
| 14   | Roger Sibille          | Yamaha           | +1 giro | 27      |       |
| 15   | Reinhold Roth          | Yamaha           | +1 giro | 23      |       |
| 16   | Jarmo Liitiä           | Yamaha           | +1 giro | 22      |       |
| 17   | Reino Eskelinen        | Yamaha           | +1 giro | 30      |       |
| 18   | Seppo Kokkonen         | Yamaha           | +1 giro | 29      |       |

### Ritirati
| Pilota              | Moto      | Motivo | Griglia |
| ------------------- | --------- | ------ | ------- |
| Esa Kytölä          | Yamaha    |        | 25      |
| Gianpaolo Marchetti | MBA       |        | 5       |
| Martti Solja        | Yamaha    |        | 18      |
| Bruno Kneubühler    | Yamaha    |        | 24      |
| Bengt Elgh          | Yamaha    |        | 20      |
| Carlos Lavado       | Yamaha    |        | 7       |
| Didier de Radiguès  | Yamaha    |        | 21      |
| Éric Saul           | Yamaha    |        | 8       |
| Harald Bartol       | Yamaha    |        | 28      |
| August Auinger      | Yamaha    |        | 26      |
| Jacques Cornu       | Yamaha    |        | 17      |
| Sauro Pazzaglia     | Ad Maiora |        | 13      |

## Classe 125
Dopo un inizio di stagione leggermente incerto, lo spagnolo Ángel Nieto ottiene il quarto successo del 1980 nell'ottavo di litro, riducendo ulteriormente il suo distacco in classifica dall'italiano Pier Paolo Bianchi, secondo al traguardo in questa occasione. Al terzo posto l'austriaco Hans Müller.

### Arrivati al traguardo
| Pos. | Pilota              | Moto       | Tempo   | Griglia | Punti |
| ---- | ------------------- | ---------- | ------- | ------- | ----- |
| 1    | Ángel Nieto         | Minarelli  | 50'29"3 | 6       | 15    |
| 2    | Pier Paolo Bianchi  | MBA        | 50'35"3 | 4       | 12    |
| 3    | Hans Müller         | MBA        | 50'38"6 | 2       | 10    |
| 4    | Bruno Kneubühler    | MBA        | 51'20"9 | 8       | 8     |
| 5    | Peter Looijesteijn  | MBA        | 51'30"3 | 11      | 6     |
| 6    | MIchel Galbit       | MBA        | 51'53"2 | 13      | 5     |
| 7    | Stefan Dörflinger   | Morbidelli | 52'14"2 | 9       | 4     |
| 8    | Patrick Hérouard    | MBA        | 52'20"3 | 14      | 3     |
| 9    | Jan Bäckström       | Morbidelli | 52'38"2 | 19      | 2     |
| 10   | Johnny Wickström    | Morbidelli | 52'39"3 | 17      | 1     |
| 11   | Per-Edvard Carlsson | MBA        | +1 giro | 20      |       |
| 12   | Martin van Soest    | Morbidelli | +1 giro | 15      |       |
| 13   | Jan Huberts         | Morbidelli | +1 giro | 21      |       |
| 14   | Tore Alexandersson  | Morbidelli | +2 giro | 25      |       |

### Ritirati
| Pilota             | Moto       | Motivo | Griglia |
| ------------------ | ---------- | ------ | ------- |
| Guy Bertin         | Motobécane |        | 1       |
| Juha Pakkanen      | MBA        |        | 26      |
| Roland Olsson      | Starol     |        | 27      |
| Ivan Palazzese     | MBA        |        | 7       |
| Harald Bartol      | MBA        |        | 5       |
| Loris Reggiani     | Minarelli  |        | 3       |
| Auno Hakala        | Morbidelli |        | 24      |
| August Auinger     | MBA        |        | 16      |
| Yves Dupont        | MBA        |        | 23      |
| Reiner Koster      | MBA        |        | 22      |
| Jean-Claude Selini | MBA        |        | 12      |

## Classe sidecar
La gara di Imatra vede la terza vittoria consecutiva dell'equipaggio Jock Taylor-Benga Johansson, mentre i rivali nella lotta per il mondiale sono condizionati da vari problemi: Rolf Biland-Kurt Waltisperg sono costretti a un'imprevista sosta ai box e arrivano quarti, Alain Michel-Michael Burkhard si ritirano. Si segnala anche l'incidente di Egbert Streuer-Johan van der Kaap, equipaggio olandese che era in lotta nelle prime posizioni (il passeggero riporta la frattura della clavicola). Gli inconvenienti di molti dei soliti protagonisti fanno sì che Taylor vinca con grossi distacchi su tutti gli altri; sul podio salgono Werner Schwärzel-Andreas Huber e Bruno Holzer-Karl Meierhans. Per quest'ultimo equipaggio, campione nel 1979 dei sidecar B2B, è il primo podio stagionale.
In classifica Taylor guida con 67 punti, rimangono distanziati gli altri: Biland è a quota 48, Schwärzel è ora terzo a 40 mentre Michel rimane fermo a 39. 

### Arrivati al traguardo (posizioni a punti)[5]
| Pos | Pilota            | Passeggero       | Moto          | Tempo   | Punti |
| --- | ----------------- | ---------------- | ------------- | ------- | ----- |
| 1   | Jock Taylor       | Benga Johansson  | Windle-Yamaha | 49'48"5 | 15    |
| 2   | Werner Schwärzel  | Andreas Huber    | ?-Yamaha      | 50'57"4 | 12    |
| 3   | Bruno Holzer      | Karl Meierhans   | LCR-Yamaha    | 51'14"2 | 10    |
| 4   | Rolf Biland       | Kurt Waltisperg  | LCR-Yamaha    | 51'20"4 | 8     |
| 5   | Michel Vanneste   | Serge Vanneste   | Busch-Suzuki  | +1 giro | 6     |
| 6   | Pentti Niinivaara | Matti Gröönroos  | ?-Yamaha      |         | 5     |
| 7   | Jorma Päivärinta  | Kari Karttiala   | ?-Yamaha      |         | 4     |
| 8   | Kalevi Rahko      | Kari Laatikainen | ?-Yamaha      |         | 3     |
| 9   | Derek Jones       | Brian Ayres      | Ireson-Yamaha |         | 2     |